# Natalscia denticulata
Natalscia denticulata är en kräftdjursart som beskrevs av Franco Ferrara och Stefano Taiti1985. Natalscia denticulata ingår i släktet Natalscia och familjen Philosciidae. Inga underarter finns listade i Catalogue of Life.